# Vườn quốc gia Sayram-Ugam
Vườn quốc gia Sayram-Ugam (Kazakh: Сайрам-Өгем ұлттық паркі) (còn được gọi là: Sairam-Ugam) là một vườn quốc gia nằm tại khu vực miền núi phía tây của dãy Thiên Sơn thuộc Nam Kazakhstan, trên khu vực biên giới với Uzbekistan. Vườn quốc gia giáp với hai khu bảo tồn khác là Khu bảo tồn thiên nhiên Aksu-Zhabagly về phía đông bắc dọc theo biên giới, trong khi ngay bên kia biên giới là Vườn quốc gia Ugam-Chatkal của Uzbekistan. Khu vực này có mức độ đa dạng loài cao, bao gồm các cộng đồng hoa trên khu vực thảo nguyên cho đến vùng núi cao. Nó đặc biệt được biết đến với đài vòng rừng bách xù, cây thân cột và cây ăn quả. Về mặt hành chính, vườn quốc gia Sayram-Ugam nằm ở các huyện Kazygurt, Tole Bi và Tulkibas thuộc Nam Kazakhstan. Vườn quốc gia nằm cách 30 kilômét (19 mi) về phía đông nam của thành phố Shymkent và 50 km về phía đông bắc của thủ đô Tashkent. Năm 2016, vườn quốc gia trở thành một phần của Di sản thế giới Tây Thiên Sơn được UNESCO công nhận.

## Địa hình
Sayram-Ugam nằm trên sườn núi các đỉnh phía bắc của dãy Tây Thiên Sơn, bao gồm dãy Ugam, Karatau, Boraldaytau và Talas Alatau. Tên của vườn quốc gia được ghép từ thành phố lịch sử Sayram gần đó và dãy núi Ugam. Vườn quốc gia được chia thành bốn khu vực: khu bảo vệ môi trường (55%), khu vực hoạt động kinh tế hạn chế, khu vực dành cho hoạt động giải trí và du lịch (13%) và khu vực ổn định môi trường (9%).

## Mô tả
Sayram-Ugam nằm trong vùng sinh thái rừng mở Gissaro-Alai, bao gồm khu vực miền núi tại các nút giao của miền Nam Kazakhstan, Tây Kyrgystan, Tajikistan và Uzbekistan, trong dãy núi Pamir và Thiên Sơn. Vùng sinh thái được biết đến với khí hậu phù hợp cho các loài cây ăn quả và lấy hạt như quả óc chó, hồ trăn, lê, hạnh nhân, táo và mận anh đào.
Khí hậu ở Sayram-Ugam là khí hậu lạnh, bán khô hạn. Đây là kiểu khí hậu đặc trưng của khí hậu thảo nguyên giữa sa mạc và khí hậu ẩm ướt. Thông thường lượng mưa chỉ ở mức trên sự thoát hơi nước. Ở Sayram-Ugam, nhiệt độ có thể dao động từ −1,9 °C (28,6 °F) trong tháng 1 đến25,9 °C (78,6 °F) vào tháng 7. Lượng mưa trung bình năm là 362 mm, với sự thay đổi giữa vị trí và độ cao.
Vườn quốc gia có bảy vùng độ cao tự nhiên, từ thảo nguyên núi đến núi cao và đỉnh núi phủ đầy băng tuyết. Khoảng một phần ba diện tích là những cánh rừng bao gồm cả những cánh rừng bách xù thưa thớt. Khu vực không có rừng chỉ có những đỉnh núi đá và 11 km vuông của các sông băng. Về thực vật, các nhà khoa học đã ghi nhận có 1.635 loài thực vật tại đây, 35 trong số đó là loài đặc hữu. Sayram-Ugam là nơi được biết đến với nhiều loài cây ăn quả và lấy hạt nổi tiếng ở Kazakhstan như táo, lê, óc chó, mận và nho. Về động vật, đây là nhà của 59 loài động vật có vú, trong đó có 22 loài gặm nhấm. Một số loài hiện hữu có thể kể đến cáo, sói, chó rừng, sơn dương, lợn rừng, hươu nai, chuột đồng đuôi dài, chuột Turkestan.

## Du lịch
Mặc dù phần lớn diện tích được bảo vệ để phục vụ công tác bảo tồn, nhưng có 10 tuyến du lịch trong vườn quốc gia. Các tuyến đường hỗ trợ cho các hoạt động đi bộ đường dài, cưỡi ngựa và một số là tuyến đường xe buýt. Những con đường mòn đi bộ dài từ 7 đến 72 km. Tại vườn quốc gia có các khu cắm trại, đường mòn đi bộ đường dài, khu vực ngắm cảnh, phòng tắm và tắm hơi, các nhà yurt truyền thống, một khách sạn, và trung tâm du khách.